# Linothele wallacei
Espèce
Linothele wallacei est une espèce d'araignées mygalomorphes de la famille des Dipluridae.

## Distribution
Cette espèce est endémique de la région de Lambayeque au Pérou,. Elle se rencontre vers Etén.

## Description
Le mâle holotype mesure 25,7 mm.

## Systématique et taxinomie
Cette espèce a été décrite par Sherwood, Drolshagen, Osorio, Benavides et Seiter en 2023.

## Étymologie
Cette espèce est nommée en l'honneur d'Alfred Russel Wallace.

## Publication originale
- Sherwood, Drolshagen, Osorio, Benavides & Seiter, 2023 : « An inordinate fondness for spinnerets: on some spiders of the genera Diplura C. L. Koch, 1850 and Linothele Karsch, 1879 with new species, records, and notes on types (Araneae: Dipluridae). » ZooNova, vol. 29, p. 1-22.